# Lesley Gore
Lesley Gore, właśc. Lesley Sue Goldstein (ur. 2 maja 1946 w Nowym Jorku, zm. 16 lutego 2015 tamże) – amerykańska piosenkarka pop.

## Życiorys
Lesley Gore urodziła się w 1946 roku w Nowym Jorku. Została wychowana w Tenafly, w stanie New Jersey, w rodzinie żydowskiej. Jej ojciec był bogatym dystrybutorem odzieży dziecięcej, miała też młodszego brata.
Gore miała 16 lat, kiedy w 1963 roku nagrała swój pierwszy przebój. Piosenka „It's My Party” stała się numerem 1 na amerykańskiej liście Hot 100, torując tym samym drogę młodej wokalistce do dalszej kariery. Kolejnym przebojem Lesley Gore było nagranie „Judy's Turn to Cry”, które tekstowo stanowiło sequel jej pierwszego singla. Piosenka ta zajęła 5. miejsce w Stanach Zjednoczonych. Oba utwory znalazły się na debiutanckim albumie piosenkarki, zatytułowanym I'll Cry If I Want To. Producentem nagrań Lesley Gore był Quincy Jones, który wkrótce miał się okazać jednym z najpopularniejszych producentów w USA.
Jeszcze w 1963 roku został wydany drugi album, Lesley Gore Sings of Mixed-Up Hearts. Pochodził z niego feministyczny utwór „You Don't Own Me”, który stał się przebojem (#2 w Stanach Zjednoczonych). W 1964 wydane zostały dwa kolejne albumy wokalistki, w tym Girl Talk z hitem „Maybe I Know” (#14 w USA). Kolejne nagrania stawały się przebojami: „That's the Way Boys Are”, „I Don't Wanna Be a Loser” czy „Sunshine, Lollipops and Rainbows”.
Piosenkarka nie chciała przyjmować oferowanych jej kontraktów telewizyjnych i filmowych, by w połowie lat 60. XX w. rozpocząć naukę w Sarah Lawrence College. Ograniczyło to możliwość rozwoju kariery i zaszkodziło jej sławie. Pod koniec lat 60. XX w. jej popularność wyraźnie zmalała. Ostatnim dużym przebojem Lesley Gore było nagranie „California Nights” z 1967 roku. Piosenkarka wykonała je w amerykańskim serialu Batman.
Kolejne nagrane przez nią single okazały się komercyjnymi porażkami, a wydanie jej następnego albumu odwołano. Przez kolejne lata Gore sporadycznie wydawała albumy, jednak nie odnosiły one sukcesu. Zajęła się pisaniem piosenek. W 1980 roku napisała piosenkę do filmu Sława, za którą dostała nominację do Oscara. Od czasu do czasu pojawiała się w telewizji w latach 80. i 90. XX w.
W 2005 roku zdecydowała się na powrót i nagrała pierwszy od niemal trzech dekad album z premierowym materiałem, Ever Since. Płyta została wydana przez małą niezależną wytwórnię Engine Company Records, a wyprodukował ją Blake Morgan. Album zdobył uznanie ze strony The New York Times i Rolling Stone oraz innych magazynów. Trzy utwory z płyty zostały wykorzystane w kilku amerykańskich produkcjach, m.in. w serialu CSI: Kryminalne zagadki Miami. W tym samym roku Lesley Gore wyznała publicznie, że jest lesbijką.
Zmarła 16 lutego 2015 roku w Nowym Jorku na raka płuc.

## Dyskografia
- 1963: I'll Cry If I Want To
- 1963: Lesley Gore Sings of Mixed-Up Hearts
- 1964: Boys, Boys, Boys
- 1964: Girl Talk
- 1965: My Town, My Guy & Me
- 1965: The Golden Hits of Lesley Gore
- 1966: Lesley Gore Sings All About Love
- 1967: California Nights
- 1968: Golden Hits Volume 2
- 1972: Someplace Else Now
- 1975: Love Me By Name
- 1982: The Canvas Can Do Miracles
- 2005: Ever Since